# لویی-ژوزف دو مونتکام
لویی-ژوزف دو مونتکام-گوزون، مارکی دو مونتکام دو سن-وران (تلفظ در فرانسوی: [lwi ʒozɛf də mɔ̃kalm ɡozɔ̃]؛ ۲۸ فوریه ۱۷۱۲ – ۱۴ سپتامبر ۱۷۵۹) یک سرباز فرانسوی بود که بیشتر به عنوان فرمانده نیروهای فرانسوی در آمریکای شمالی در دوران جنگ هفت‌ساله (که تئاتر جنگی آن در آمریکای شمالی نیز به عنوان جنگ فرانسوی‌ها و سرخپوستان شناخته می‌شود) معروف است.
مونتکام در کاندیاک نزدیک نیم در فرانسه از یک خانواده نجیب‌زاده به دنیا آمد و در دوران جوانی وارد خدمت نظامی شد. او در جنگ جانشینی لهستان و جنگ جانشینی اتریش خدمت کرد، جایی که خدمات برجسته‌اش منجر به ارتقای درجه به سرتیپ شد. در سال ۱۷۵۶، لویی پانزدهم فرانسه او را به فرانسه نو فرستاد تا از این سرزمین در برابر بریتانیایی‌ها در جنگ هفت‌ساله دفاع کند. مونتکام در سال‌های ۱۷۵۶، ۱۷۵۷ و ۱۷۵۸ به موفقیت‌های قابل توجهی دست یافت، اما بسیج نیروهای زیاد بریتانیا علیه فرانسه نو منجر به شکست‌های نظامی در سال‌های ۱۷۵۸ و ۱۷۵۹ (که در ژانویه به ژنرال‌لیفتانت ارتقا یافت) شد که در نهایت به مرگ مونتکام در نبرد دشت‌های آبراهام انجامید.
خدمات مونتکام در فرانسه نو با درگیری بین او و فرماندار کل مستعمره، پیِر دو ریگو، مارکی دو وودروئیل-کاواگنیال، همراه بود. این افراد رهبران تلاش‌های جنگی در فرانسه نو در دوران جنگ هفت‌ساله بودند.
مونتکام بسیار یاد شده است، به ویژه در فرانسه، کبک و بخش‌هایی از نیویورک و میشیگان پایین. مورخان نظامی تصمیمات او در دفاع از کبک را ستایش و نقد کرده‌اند.